# Age of Unreason
Age of Unreason är det sjuttonde studioalbumet av Bad Religion, släppt den 3 maj 2019. Albumet spelades in under 2018–2019 och producerades av Carlos de la Garza. Det är det första albumet med gitarristen Mike Dimkich och trumslagaren Jamie Miller, som hade ersatt Greg Hetson och Brooks Wackerman. Age of Unreason är även det första Bad Religion-albumet att produceras av de la Garza, vilket betydde att samarbetet med Joe Barresi (som hade producerat eller mixat samtliga av Bad Religion-album sedan The Empire Strikes First från 2004) tog slut.

## Låtlista
Alla låtar är skrivna och komponerade av Brett Gurewitz och Greg Graffin, om inte annat anges. 
| Nr  | Titel                                                                | Längd |
| --- | -------------------------------------------------------------------- | ----- |
| 1.  | Chaos from Within                                                    | 1:50  |
| 2.  | My Sanity                                                            | 2:58  |
| 3.  | Do the Paranoid Style                                                | 1:45  |
| 4.  | The Approach                                                         | 2:25  |
| 5.  | Lose Your Head                                                       | 2:50  |
| 6.  | End of History (skriven av Gurewitz, Graffin och Carlos de la Garza) | 2:47  |
| 7.  | Age of Unreason                                                      | 2:40  |
| 8.  | Candidate                                                            | 2:45  |
| 9.  | Faces of Grief (skriven av Brian Baker, Gurewitz och Graffin)        | 1:04  |
| 10. | Old Regime                                                           | 2:42  |
| 11. | Big Black Dog                                                        | 2:06  |
| 12. | Downfall                                                             | 2:36  |
| 13. | Since Now                                                            | 1:43  |
| 14. | What Tomorrow Brings/The Kids Are Alt-Right                          | 5:52  |
| 15. | The Profane Rights of Man (bonuslåt på CD-utgåvan)                   | 2:07  |